# L'Officiel du jeu Scrabble
 (août 2024).
Si vous disposez d'ouvrages ou d'articles de référence ou si vous connaissez des sites web de qualité traitant du thème abordé ici, merci de compléter l'article en donnant les références utiles à sa vérifiabilité et en les liant à la section « Notes et références ».
L'Officiel du Scrabble (1989) ou L'Officiel du jeu Scrabble (depuis 2003), en abrégé ODS, est le dictionnaire de référence du jeu de Scrabble pour les compétitions de Scrabble francophone. Rédigé sous l'égide de la Fédération Internationale de Scrabble francophone (FISF), il est édité par Larousse.

## Genèse
De 1973 jusqu'en 1989, la référence des scrabbleurs en club et en compétition était le Petit Larousse illustré (dit PLI) choisi pour sa grande diffusion. Ce dictionnaire présentait toutefois quelques inconvénients pour la pratique du Scrabble de compétition :
- il était parfois peu explicite quant aux conjugaisons (on se référait en la matière à L'art de conjuguer de Bescherelle) ;
- il contenait de nombreux mots non autorisés au Scrabble : mots de plus de 15 lettres, mots composés, symboles chimiques, noms propres, etc. ;
- certains pluriels ou variabilités étaient ambigus ou non précisés. Un règlement international comportait une annexe importante[3] consacrée au vocabulaire admis, mise à jour chaque année, avec des précisions grammaticales diverses ;
- et, surtout, avec une refonte tous les huit à dix ans, c'étaient alors des milliers de mots qui apparaissaient ou — plus gênant encore — disparaissaient.

Au début des années 1980, à l'exemple de l'Official Scrabble Players Dictionary américain, paru en 1978, l'idée d'un dictionnaire de référence spécifique au Scrabble francophone fait son chemin, appuyée par deux dirigeants : Jean Zengers (président de la FISF) et Philippe Lormant (président de la Fédération française de Scrabble, FFSc). Ils constituent un groupe de réflexion en 1984, puis le projet est adopté en 1986 par toutes les fédérations membres de la FISF.
Un comité de rédaction, intégralement composé de joueurs de Scrabble, est alors constitué sous la présidence du Belge Yvon Duval (champion du monde en 1978). Il est notamment décidé de faire figurer dans l'ODS la quasi-totalité des mots qui avaient disparu à la suite des refontes du PLI de 1981 et 1989. Ils seront intégrés, avec des milliers d'autres mots « nouveaux », dans la première édition.
Le 14 août 1989, à l'occasion des championnats du monde à Namur (Belgique), l'Officiel du Scrabble est officiellement présenté au public. Ce dictionnaire devient la seule et unique référence pour les compétitions à compter du 1er janvier 1990.
Par rapport aux autres dictionnaires, l'ODS se caractérise par des définitions très succinctes (les mots supposés connus de tous ou dérivés de mots voisins n'ont même aucune définition) et de rares suppressions de mots d'une édition à l'autre.
À chaque édition (tous les quatre ou cinq ans), l'ODS inclut la plupart des nouveaux mots entrés dans le Petit Larousse et le Petit Robert ainsi que d'autres dictionnaires, ainsi que des mots proposés par des joueurs ou sélectionnés par les membres du comité de rédaction.

## Editions
- 1989 : le 14 août, présentation officielle de l'Officiel du Scrabble[6], en abrégé ODS, lors des championnats du monde à Namur. Entré en vigueur le 1er janvier 1990, avec 5 800 nouvelles entrées par rapport à l'ancien ouvrage de référence, le Petit Larousse 1989.
- 1993 : parution de la deuxième édition[7], dite ODS 2, entrée en vigueur au 1er janvier 1994. Avec environ 1 500 nouvelles entrées, elle corrige la plupart des oublis ou erreurs de la première édition.
- 1998 : parution de la troisième édition[8], dite ODS 3, entrée en vigueur le 1er janvier 1999. Avec environ 2 000 nouvelles entrées, elle prend en compte les nouveautés de la refonte du Petit Larousse 1998 (tout en gardant les mots disparus de cette même édition).
- Juin 2003 : parution de la quatrième édition[9], dite ODS 4, entrée en vigueur au 1er janvier 2004 avec environ 750 nouvelles entrées, dont environ un quart de noms d'habitants. À la demande de Mattel, propriétaire de la marque Scrabble (sauf pour l'Amérique du Nord), l'ouvrage est renommé L'Officiel du jeu Scrabble. La couverture noire des trois premières éditions cède la place à une couverture bordeaux.
- Juin 2007 : parution de la cinquième édition[10], dite ODS 5 entrée en vigueur au 1er janvier 2008. De couverture jaune, elle comporte environ 2 500 nouvelles entrées.
- Juin 2011 : parution de la sixième édition[11], dite ODS 6, entrée en vigueur le 1er janvier 2012 avec environ 1 550 nouvelles entrées.
- 17 juin 2015 : parution de la septième édition[12], dite ODS 7, entrée en vigueur le 1er janvier 2016, avec environ 1 570 nouvelles entrées.
- 19 juin 2019 : parution de la huitième édition[13], dite ODS 8, entrée en vigueur le 1er janvier 2020, avec environ 1 600 nouvelles entrées.
- 14 juin 2023 : parution de la neuvième édition[14], dite ODS 9, entrée en vigueur le 1er janvier 2024 avec environ 750 nouvelles entrées.

## Comité de rédaction
Le comité de rédaction de l'ODS (CR-ODS) est composé de joueurs de différents pays francophones.
- CR-ODS 1 : Yvon Duval (dir.,  Belgique), Yvonne Brûlé, Mario Buteau, Michel Charlemagne, Eddy Clauwaert, Robert Lekeu, Agnès Lempereur, Renée Rey, Michel Rey-Bellet, André Van Buggenhout, Maurice-André Van Gysel.
- CR-ODS 2 : Yvon Duval (dir.,  Belgique), Jacques Berlie, Bruno Bloch, Mario Buteau, Michel Charlemagne, Eddy Clauwaert, Michèle Gingras, Vincent Labbé, Robert Lekeu.
- CR-ODS 3 : Yvon Duval (dir.,  Belgique), Jacques Berlie, Bruno Bloch, Michel Charlemagne, Michèle Gingras, Jean-Pierre Hellebaut, Eric Imbert, Robert Lekeu, Olivier Papleux.
- CR-ODS 4 : Yvon Duval (dir.,  Belgique), Jacques Berlie, Bruno Bloch, Michel Charlemagne, Michèle Gingras, Robert Lekeu, Luc Maurin, Olivier Papleux.
- CR-ODS 5 : Yvon Duval  Belgique et Florian Lévy  France (dir.), Hervé Bohbot, Michel Charlemagne, Michèle Gingras, Charly Junod, Robert Lekeu, Luc Maurin, Olivier Papleux.
- CR-ODS 6 : Florian Lévy  France (dir.), Hervé Bohbot, Michel Charlemagne, Yvon Duval, Christian Falise, Michèle Gingras, Camille Martinez, Luc Maurin, Francis-Antoine Niquille, Olivier Papleux.
- CR-ODS 7 : Florian Lévy  France (dir.), Hervé Bohbot, Michel Charlemagne, Benoît Delafontaine, Yvon Duval, Michèle Gingras, Christophe Leguay, Luc Maurin, Francis-Antoine Niquille, Jean-Gilles Oyone, Olivier Papleux.
- CR-ODS 8 : Florian Lévy  France (dir.), Hervé Bohbot, Michel Charlemagne, Benoît Delafontaine, Yvon Duval, Michèle Gingras, Christophe Leguay, Luc Maurin, Francis-Antoine Niquille, Jean-Gilles Oyone, Olivier Papleux.
- CR-ODS 9 : Florian Lévy  France (dir.), Hervé Bohbot, Michel Charlemagne, Benoît Delafontaine, Yvon Duval, Michèle Gingras, Christophe Leguay, Luc Maurin, Francis-Antoine Niquille, Jean-Gilles Oyone, Olivier Papleux, Diane Pouliot, Samson Tessier, Jérôme Vialatte.
- CR-ODS 10 (en cours) : Bernard Caro et Francis-Antoine Niquille (dir.), Michel Charlemagne, Jean-Michel Guizard, Luc Maurin, Eric Mazoyer, Patrick Mériaux, Jean-Gilles Oyone, Olivier Papleux, Diane Pouliot, Jérôme Vialatte, Séverin Whannou.

 (août 2024).
- Si vous ne connaissez pas le sujet, laissez ce bandeau (vous pouvez alors contacter les auteurs).
- Si vous supprimez le contenu mis en cause (vous pouvez préalablement contacter les auteurs),

argumentez précisément cette suppression dans la page de discussion
(un manque de référence n'est pas un argument ; une recherche réelle de référence doit avoir été effectuée, être formellement documentée).

## Nombre de mots
Tableau récapitulatif de l'évolution du nombre d'articles et de formes acceptées des éditions successives de l'ODS. Chaque ligne du tableau indique :
- l'édition,
- l'année d'entrée en vigueur,
- le nombre d'entrées (« MAISON n.f. », « OU conj. », « OÙ adv. et pr.relat. » comptent chacun comme une seule entrée),
- le nombre total de mots sans tenir compte des accents (« MAISON » et « MAISONS » comptent comme deux mots, mais OU et OÙ comptent comme un seul mot),
- le nombre de mots de 2 à 15 lettres.

| Version | Année | Entrées | Mots    | 2  | 3   | 4     | 5     | 6      | 7      | 8      | 9      | 10     | 11     | 12     | 13     | 14     | 15     |
| ------- | ----- | ------- | ------- | -- | --- | ----- | ----- | ------ | ------ | ------ | ------ | ------ | ------ | ------ | ------ | ------ | ------ |
| ODS 1   | 1990  | 56 664  | 344 001 | 73 | 507 | 2 149 | 6 776 | 15 606 | 28 244 | 41 982 | 51 867 | 54 469 | 49 469 | 39 170 | 27 304 | 16 862 | 9 523  |
| ODS 2   | 1994  | 58 154  | 353 526 | 74 | 534 | 2 233 | 6 984 | 16 016 | 28 957 | 43 115 | 53 272 | 55 885 | 50 802 | 40 264 | 28 121 | 17 428 | 9 841  |
| ODS 3   | 1999  | 60 137  | 364 370 | 75 | 560 | 2 319 | 7 184 | 16 396 | 29 611 | 44 109 | 54 620 | 57 412 | 52 357 | 41 696 | 29 273 | 18 309 | 10 449 |
| ODS 4   | 2004  | 60 894  | 369 085 | 75 | 571 | 2 364 | 7 277 | 16 622 | 29 996 | 44 664 | 55 309 | 58 149 | 53 026 | 42 227 | 29 666 | 18 550 | 10 589 |
| ODS 5   | 2008  | 63 419  | 378 989 | 77 | 589 | 2 441 | 7 483 | 17 035 | 30 633 | 45 642 | 56 573 | 59 526 | 54 442 | 43 517 | 30 690 | 19 279 | 11 062 |
| ODS 6   | 2012  | 64 970  | 386 264 | 80 | 610 | 2 509 | 7 645 | 17 318 | 31 070 | 46 329 | 57 467 | 60 487 | 55 436 | 44 468 | 31 491 | 19 892 | 11 462 |
| ODS 7   | 2016  | 66 541  | 393 670 | 80 | 621 | 2 564 | 7 823 | 17 681 | 31 674 | 47 159 | 58 433 | 61 587 | 56 463 | 45 329 | 32 127 | 20 358 | 11 771 |
| ODS 8   | 2020  | 68 125  | 402 325 | 81 | 633 | 2 623 | 7 980 | 17 991 | 32 230 | 48 039 | 59 584 | 62 954 | 57 784 | 46 501 | 32 962 | 20 886 | 12 077 |
| ODS 9   | 2024  | 68 808  | 407 128 | 81 | 639 | 2 657 | 8 059 | 18 178 | 32 555 | 48 587 | 60 319 | 63 736 | 58 524 | 47 079 | 33 346 | 21 140 | 12 228 |

## Nouveaux mots de 2 et 3 lettres
- ODS 1 (1990)
  - 2 lettres : BI
  - 3 lettres : ADO, ALU, BOG, DAW, GOS, LEM, LOG, LOS, MAO, MOB, NIF, OYE, PEC, POP, REZ, RIO, ROS, ZOB
- ODS 2 (1994)
  - 2 lettres : EX
  - 3 lettres : ASA, BIO, CIF, CUT, FAX, FOG, GÉO, HUN, IBN, IBO, ISO, JAB, KOP, KWA, MAX, MÉO, MIX, MOS, NEM, OLA, OUH, RAC, RAP, TAG, UTE, WOK, YAM
- ODS 3 (1999)
  - 2 lettres : AA
  - 3 lettres : AAS, ADA, CIS, CRÉ, DIN, DOC, FAF, IPÉ, IXA, IXÉ, JAM, KYU, MOA, MOX, NAY, NÉO, NEY, OUD, RAM, SAX, SPA, TAR, TIP, WEB, YUE, ZEF
- ODS 4 (2004)
  - 2 lettres : aucun
  - 3 lettres : ÉWÉ, HUB, MÉL, PAP, SOM, TAF, TAT, WAD, WAP, ZEC, ZUP
- ODS 5 (2008)
  - 2 lettres : BA, BÊ
  - 3 lettres : AÏD, DOP, DUB, ÉCO, EXO, FAQ, GEX, GUR, KÉA, KRU, MMM, MOR, MUG, OBA, PHÔ, QIN, YET, ZEK
- ODS 6 (2012)
  - 2 lettres : OM, TO, UD
  - 3 lettres : ANI, COM, COX, DAH, DÉO, DZO, FON, KAT, KEN, KET, KOÏ, LED, LUO, NAC, NAN, NIM, SUP, TOF, TOS, UDS, WOH
- ODS 7 (2016)
  - 2 lettres : aucun
  - 3 lettres : BEU, COT, DEM, EVE, FIU, GIF, LOA, LOL, OIS, OIT, VOC
- ODS 8 (2020)
  - 2 lettres : QI
  - 3 lettres : APP, ARF, BIM, DEJ, DEL, DIP, FIX, GHI, MAG, QIS, RIB, TEF
- ODS 9 (2024)
  - 2 lettres : aucun
  - 3 lettres : BAO, BIB, DYS, IEL, VAT, XIS

## Mots supprimés
- ODS 2 : DISCUTAILLÉE et DISCUTAILLÉES (verbe considéré comme intransitif), ÉCLOSAIT et ÉCLOSAIENT (conjugaison alignée sur CLORE, réintroduite dans l'ODS 8), EINSTENIUM, S (graphie fautive d'EINSTEINIUM) ; GARDIANNE, S (graphie jugée fautive de GARDIANE, réintroduite dans l'ODS 7) ; GEWURTZTRAMINER (graphie fautive de GEWURZTRAMINER) ; IMMUNOGLOBINE, S (graphie fautive d'IMMUNOGLOBULINE) ; SUISSESSE, S (considéré comme un nom propre), THÉPHILLIM (graphie fautive de TEPHILLIM), WILLIAMINE, S [16] réintroduit dans l'ODS7.

- ODS 3 : BAGAGERIE, S (marque déposée) ; CHAUVISS-AIENT/AIS/AIT/ANT/EZ/ONS (le verbe CHAUVIR quitte le 2e groupe et perd ainsi certaines formes) ; COINTREAU, X (marque déposée) ; DRELINS (devient invariable) ; DRINGS (devient invariable) ; PIERRADE, S (marque déposée) ; REVEUILLI-EZ/ONS et VEUILLI-EZ/ONS (formes fautives).
- ODS 4 : SEPTICOPYOÉMIE, S (graphie fautive de SEPTICOPYOHÉMIE).
- ODS 5 : CAROMS (graphie fautive de CARROM).
- ODS 6 : PLACOPLÂTRE, S (marque déposée).
- ODS 7 : AFFICIONADO, S (graphie jugée fautive d'AFICIONADO), ZODIAC, S et ONGLERIE, S (marques déposées)
- ODS 8 : CHINETOQUE, S et NÉGRO, S (mots racistes), SILY, S (graphie fautive de SYLI).
- ODS 9[17] : ASIATE, BOCHE, CHICANA (mais chicaner v.), CHICANO, ENCULÉ(E) (mais enculer v.), ENCULEUR, ENCULEUSE, FEMMELETTE, GOGOL(E), GOUDOU, GOUINE, GROGNASSE (mais grogner v.), LOPE, LOPETTE, NABOT(E), NÈGRE, NÉGRESSE, NÉGRILLON(NE), PÉDÉ, POUF(F)IASSE, ROMANO, SALOPE (mais saloper v.), SCHLEU(E), SIDAÏQUE, TAFIOLE, TANTOUSE, TANTOUZE, TARLOUSE, TARLOUZE, TRAVELO et leurs pluriels (mots racistes, homophobes ou péjoratifs), ANISAKI (graphie fautive de ANISAKIS) et STEGOSORUS (graphie fautive de STÉGOSAURE).

## Mots particuliers
- Le mot BORCHTCH comporte 6 consonnes consécutives (7 au pluriel).
- Le mot CASHER admet 7 graphies différentes autorisées : CACHER, CACHÈRE, CASCHER, CASHER, CAWCHER, KASCHER, KASHER (variables en nombre et en genre à partir de l'ODS7).
- Le mot SEMNOPITHÈQUE est le seul à comporter une séquence ordonnée de quatre lettres consécutives de l’alphabet (en l’occurrence, MNOP).
- Le mot SPEAKEASY ne comporte aucun i alors que sa transcription phonétique « spikizi » en contient 3.
- Les mots WHISKEY et WHISKYS permettent le score record de 144 points au premier coup d’une partie.
- Les mots CRYPTOGAMIQUES, DIVULGACHERONS, DIVULGACHERONT, STYLOGRAPHIQUE et XYLOGRAPHIQUES sont les plus longs mots sans répétition d'une lettre.
- Mots ne comportant que des consonnes : BRRR, GRRR, MMM, PFF, PFFT, PSST, PST, VS.
- Mots nécessitant l'utilisation des deux jokers : CACHECACHE(S), CHACHACHA(S), COCCOBACILLE(S), CONCRESCENCE(S), CONCUPISCENCE(S), COOCCURRENCE(S), COUÇICOUÇA, CRYOCONDUCTRICE, CRYPTOCOCCOSE(S), ÉCHINOCOCCOSE(S), FIFTYFIFTIES, HYPOCHLORHYDRIE, HYPOPHOSPHATE(S), HYPOPHOSPHITE(S), HYPOPHOSPHOREUX, KNICKERBOCKER(S), POLYPROPYLÈNE(S), POSTHYPOPHYSE(S) ainsi que les 42 conjugaisons en -EZ des verbes BUZZER, JAZZER, RAZZIER, ZÉZAYER, ZIGZAGUER, ZINZINULER, ZOZOTER et ZWANZER.
- Mot ne pouvant être joué avec un jeu standard : FIFTYFIFTY(S) nécessite l’utilisation d’au moins trois jokers, alors que le jeu n’en contient que deux.

## Erreurs

### ODS 5
Un problème technique a entraîné, dans l'édition de L'Officiel du Scrabble en vigueur au 1er janvier 2008, la suppression involontaire de :
- l’entrée PHONOLITIQUE adj. [p. 576]
- l’entrée TZIGANE [ts-] adj. et n.m. → tsigane. [p. 782]
- la définition de CABOTINER v. (p.p.inv.) 10. Se conduire en cabotin. [p. 113].

Ces trois entrées (rétablies dans la version réimprimée de l'ODS 5) et leurs formes dérivées sont donc restées admises.

### ODS 7
Premier tirage, mai 2015 :
- Mode d'emploi, dans la section 4.1., l'indication des pages devrait être de « X à XLVII » [p. V]
- Tableau de conjugaison no 37, le mot « fichez » est coupé : « chez » se retrouve parmi les subjonctifs présents [p. XIX] (*)
- Tableau de conjugaison no 108, l'imparfait du subjonctif indique « embatit » au lieu d'« embatît » [p. XXXVII]
- APPEAU, il manque le mot « à » à la définition [p. 48] (*)
- DÉSARCHIVER contient le mot « archive », or ce mot n'existe pas au singulier dans l'ODS (« ARCHIVES n.f.pl. ») [p. 238]
- FRŒBÉLIEN, devrait avoir pour synonyme « fröbélien » et non pas le mot en entrée [p. 345] (*)
- GARDIENNER contient une nature grammaticale « adj. » en trop [p. 354] (*)
- JAVELEUR, dernier mot de la page 443, est omis en rappel dans le coin supérieur droit.
- JUGÉ n.m. renvoie vers une entrée « juger n.m. », qui n'existe pas [p. 446] (*)
- LOUMA, contient la graphie erronée « téléscopique » au lieu de « télescopique » [p. 477] (**)
- RÉINJECTION n'est pas un nom masculin, mais un nom féminin [p. 685] (**)
- SÉISMOGRAPHIE n'est pas un adjectif, mais un nom féminin [p. 730]
- TARIER n'est pas un nom féminin, mais un nom masculin [p. 784] (**)
- Les entrées BOUS, CHAUT et COUSÎMES devraient être en lettres maigres.

(*) corrigé dans le deuxième tirage, février 2016. (**) corrigé dans le troisième tirage, mai 2016.

### ODS 8
Premier tirage, mai 2019. Deuxième tirage, mai 2020. Quatrième tirage, mai 2021.
Un problème technique a entraîné, dans l'édition de L'Officiel du Scrabble en vigueur au 1er janvier 2020, la suppression involontaire de quatre entrées. Ces mots et leurs pluriels resteront admis en 2020 :
- page 527 : « MICROLITIQUE adj. » (*)
- page 626 : « PHONOLITIQUE adj. » (*)
- page 634 : « PISOLITIQUE adj. » (*)
- page 634 : « PISTOU n.m. Basilic broyé, aromatisé d'ail. » (*)

Erreurs de mise à jour ODS 8 :
- Mode d'emploi, dans la section 3.4., le blanc après « boire » a deux fois la taille des blancs adjacents.
- Mode d'emploi, dans la section 4.1., l'indication des pages devrait être de « X à XLVIII » [p. V] (*)
- Mode d'emploi, dans la section 4.3., ajouter la forme « brumant » [p. V] (*)
- Mode d'emploi, dans la section 5., indiquer que les variantes orthographiques de certains mots de plus de neuf lettres sont mentionnées (par exemple AFFOURAGER ou VISHNOUISME) [p. V]
- Transcription phonétique, dans la section 4, la notation du GN mouillé ([ny]) figure en trop petits caractères [p. VII]
- Dans le tableau des conjugaisons no 104 PAÎTRE, ajouter le participe passé « pu, pue » [p. XXXVI] (*)
- Supprimer le tableau des conjugaisons no 105 RENAÎTRE, RENAÎTRE renvoyant dorénavant au tableau no 103 NAÎTRE [p. XXXVI] (*)
- Dans le tableau des conjugaisons no 108 EMBATRE, l'imparfait du subjonctif indique « embatit » au lieu de « embatît » [p. XXXVII] (**)
- Dans le tableau des conjugaisons no 113 S'ENTREHAÏR, l'impératif prévoit un emplacement pour la 1re personne du singulier, ce qui n'a pas lieu d'être [p. XXXIX] (*)
- Dans le tableau des conjugaisons no 24 PAYER, l'espace vertical entre les 2e et 3e personnes du pluriel des conjugaisons de l'indicatif est légèrement trop grand [p. XVI]
- Dans le tableau des conjugaisons no 24 PAYER, pour l'imparfait du subjonctif, le mot « qu'il » est mal transcrit [p. XVI]
- Dans les tableaux des conjugaisons no 24 PAYER, no 48 ASSAILLIR, no 60 FLEURIR et no 82 SURSEOIR, l'alignement vertical des formes alternatives n'est pas exact.
- Les entrées BOUS et CHAUT devraient être en lettres maigres. (*)
- Les définitions des entrées LOURE, NASRIDE, SAADIEN, SAFAVIDE et TANG mentionnent des valeurs de siècles qui apparaissent en grandes capitales au lieu de petites capitales.
- Les définitions des entrées BOUMER, FAUTER, HUANT, MAINFORTE et PASSEPASSE contiennent un deux-points qui apparaît en romain au lieu d'italique.
- L'utilisation des renvois pour les formes verbales atypiques devrait répondre à une logique plus élaborée. Par exemple les trois entrées après DÉCOURS devraient être remplacées par « DÉCOUSA…, DÉCOUSE…, DÉCOUSI…, DÉCOUSÎ…, DÉCOUSONS → découdre 97. », sans lien direct avec les entrées analogues suscitées par le verbe COUDRE (de même pour les trois entrées après RECOURS).
- Dans les entrées DISCOMPTER, SCANNÉRISER et TAGUER, le « v. » du renvoi devrait être en lettres maigres.
- Dans les entrées HÉTÉROTROPHE et MALACIE, le mot « substances » est coupé « subs-tances » au lieu de « sub-stances ».
- Dans les entrées CUBISME et QUATTROCENTO, le mot « siècle » est écrit en toutes lettres au lieu de « s. » (cf ADAMIEN)
- Dans les entrées CANNABIS, CHILOM, FUMETTE et HASCHISCHIN, le mot « haschisch » devrait être orthographié « hachich ».
- Dans les entrées BÉQUETER, BLUET et TOKAY, supprimer la précision « 1. et 2 » qui n'est pas plus nécessaire que pour BALOCHE, CACAOYER, CHOPPEUR, OSTROGOTH, SCHLASS etc. Voir aussi AIGUILLIER ci-dessous.
- BABYFOOT, supprimer le blanc dans la phonétique (**)
- BABYSITTEUR, EUSE, « n.m. » au lieu de « n. » (*)
- BICHLORURE, « chlorure » au lieu de « chlore »
- BOOK, « press-book » au lieu de « pressbook ». (*)
- BREAKEUR, EUSE, « → breaker. » au lieu de « → breaker n. » (*)
- BRIQUETER, « 20. ou 21 » au lieu de « 20 ou 21 » (*)
- CASCAVAL, phonétique « [cachk-] » au lieu de « [kachk-] » (**)
- CAVURNE, « n.m » au lieu de « n.m. » (*)
- CHALLENGER v., « → chalenger v. » au lieu de « → chalenger. »
- CHALLENGER n., « → chalengeur v. » au lieu de « → chalengeur. » (**)
- CHALLENGEUR, EUSE, « → chalengeur n. » au lieu de « → chalengeur. » (**)
- CHAMALLOW, la définition devrait être en lettres maigres (*)
- CHAPLINESQUE, le blanc après « De » a deux fois la taille des blancs adjacents.
- CHÉNEAU, devrait apparaître avant l'entrée CHÊNEAU.
- CHIQUETER, « poutour » au lieu de « pourtour » (*)
- COLRAVE, « n.f. » au lieu de « n.m. » (*)
- CONTREFEU, « 1. n.m. » au lieu de « n.m. 1. » (*)
- CROLLÉ, E, « adj. » au lieu de « adj. et n. » (*)
- DARKNET, inséré avant DARIOLE alors qu'il devrait être après DARJEELING. (*)
- DEALEUR, « → dealer n.m. » au lieu de « → dealer n. » (*)
- DEBUGGER, devrait apparaître avant l'entrée DÉBUGGER.
- DÉGLUTINATION, « ma mie » et « m'amie » devraient être en italiques.
- DÉLÉATURER, « deleatur » au lieu de « déléatur » (**)
- DERMOPONCTURE, ajout de « [-on-] » inutile (vs DERMOPUNCTURE) (*)
- DESSALINISER, inséré avant DESSALINISATION alors qu'il devrait être après. (*)
- DISSENTIMENT, inséré avant DISSENSUS alors qu'il devrait être après. (*)
- DOMUS, « n.m. » au lieu de « n.f. » (*)
- DREADS, inséré avant DREADLOCKS alors qu'il devrait être après DREADNOUGHT. (*)
- DRIVEUR, remplacer la nature grammaticale « n. » par « n. et n.m. » et le renvoi « → driver n. » par « → driver n. et n.m. ».
- DYSFONCTIONNER, le point de « v. » devrait être en lettres maigres.
- ÉCHU, ÉCHUE, ÉCHURENT, ÉCHUSSENT, ÉCHUT, il manque la forme ÉCHÛT.
- ÉDUEN, ENNE, la virgule devrait être en lettres maigres.
- ÉMISSOLE, « de Méditerranée » au lieu de « de la Méditerranée » (*)
- EMMENTAL, S, phonétique « [ém-in-tal] » au lieu de « [ém-in-] »
- ENZOOTIQUE, phonétique « [an-zootik] » au lieu de « [an-zoo-] » (**)
- FACSIMILÉ, « dessin » au lieu de « dessin. » (**)
- FENDARD, E, « → fendant. » au lieu de « → fendant adj. »
- FRICFRAC, « Fam » au lieu de « Fam. » (*)
- FRISOTANT, le point de « adj. » devrait être en lettres maigres.
- GRÉGORIEN, coupure après « Grégoire » à éviter.
- GRUMELER, « je grumèle » au lieu de « je me grumèle » (*)
- GYROPODE, « n.f. » au lieu de « n.m. » (*)
- HACKATHON, « programmateurs » au lieu de « programmeurs » (*)
- HACKEUR, EUSE, « → hacker. » au lieu de « → hacker n. »
- HAN, « XIIIe av. J.-C. » au lieu de « XIIIe s. av. J.-C. » puis « XIIIe s av. J.-C. » au lieu de « XIIIe s. av. J.-C. » (**)
- HUITANTIÈME, coupure dans « Quatre-vingtième » à envisager (**)
- INFLUENZA, phonétique « [in-fluèn-za] » au lieu de « [in-fluènza] » (*)
- INHALOTHÉRAPIE, « cardio-respiratoires » au lieu de « cardiorespiratoires » (*)
- JULIEN, ENNE, coupure « émi-ncés » au lieu de « émin-cés » (**)
- KAON, « → ka. » au lieu de « → ka 1. »
- KALACH, « n.m ou f. » au lieu de « n.m. ou f. » et « Fam. » devrait être en italiques. (*)
- LIMINAIRE, il manque la variante orthographique LIMINAL sous la deuxième définition.
- LOADEUR, « n.m » au lieu de « n.m. » (*)
- MANAGEUR, EUSE, « → manager n.m. » au lieu de « → manager n. » (**)
- MÉDAILLIER, « → médailler. » au lieu de « → médailler n.m. » puis « → médailler. n.m. » au lieu de « → médailler n.m. » (**)
- MILLEFIORI, phonétique « [milléfyori] » au lieu de « [miléfyori] »
- MODÈLE, devrait apparaître avant l'entrée MODELÉ.
- MOULÛMES, MOULUSSE…, MOULUT…, fait double emploi avec l'entrée MOULUSSE…, MOULUT… (*)
- NONANTE, coupure dans « Quatre-vingt-dix » à envisager (**)
- NONE, le deuxième « rom. » devrait être en italiques. (**)
- NURAGIQUE, supprimer le premier « s. » (**)
- ORMEAU, il manque les variantes orthographiques ORMET et ORMIER sous la deuxième définition.
- PACEMAKEUR, « n.m » au lieu de « n.m. » (*)
- PISSON, « Helv » au lieu de « Helv. » (*)
- PITANCE, entrée dédoublée, l'une avant PITA, l'autre à sa place. (*)
- POÏKILOTHERME, « → pœcilotherme. » au lieu de « → pécilotherme. » (**)
- PONCH, « n.f. » au lieu de « n.m. » (*)
- PUNCHINGBALL, « n.f. » au lieu de « n.m. » (*)
- QUILLIER, « → quiller. » au lieu de « → quiller n.m. » (*)
- RASSORTIMENT, inséré avant RASSOIR alors qu'il devrait être après. (*)
- REAL, devrait apparaître avant l'entrée RÉAL.
- RETONTIR, « Réapparaître » au lieu de « Réapparaître. » (*)
- RINFORZANDO, « forte » au lieu de « forté » (*)
- ROTER, le point de « Éructer. » devrait être en lettres maigres. (*)
- SACCHARIMÉTRIE, il manque le renvoi « → saccarimétrie ».
- SACCARIQUE, « saccharose » au lieu de « saccarose » (*)
- SAILLIR, « saillirait » devrait figurer après « sailliraient » dans l'énumération des formes du verbe. (**)
- SÉISMOGRAPHIE, « adj. » au lieu de « n.f. » (**)
- SÉISMOTHÉRAPIE, « n.m. » au lieu de « n.f. »
- STREAKER, « Personne qui court nu » au lieu de « Personne qui court nue » (*)
- TABACULTEUR, TRICE, entrée dédoublée, l'une à la suite de l'autre. (*)
- TERGAL (sans capitale), devrait apparaître avant l'entrée TERGAL (avec capitale).
- TÉTRODOTOXINE, entrée dédoublée, l'une entre TERTRE et TERVUEREN, l'autre à sa place. (*)
- TOMAWAK, il manque la nature grammaticale « n.m. » (*)
- TOXIINFECTION, « adj. » au lieu de « n.f. » (*)
- TRIFONCTIONNEL, ELLE, « indo-européens » au lieu de « indoeuropéens » (**)
- TWEETOSPHÈRE, il manque la phonétique « [twit-] ».
- TWINSET, « tricot » au lieu de « tricot. » (*)
- ULTRADIEN, il manque la mention « Biol. » (cf INFRADIEN) (*)
- VANILLIER, « → vaniller. » au lieu de « → vaniller n.m. » puis « → vaniller. n.m. » au lieu de « → vaniller n.m. » (**)
- ZÉLOTE, « du premier siècle » au lieu de « du Ier s. »

(*) modifié dans le deuxième tirage, mai 2020.
(**) modifié dans le quatrième tirage, mai 2021.

### ODS 9
Erreurs de mise à jour ODS 9 :
- Les mots en tête des pages 12 (ADÉNOSINE), 28 (ALTERNER) et 32 (AMOK) sont précédés d'un espace qui n'a pas lieu d'être.
- Mode d'emploi, dans la section 1.3., remplacer le dernier exemple, l'entrée BÊTA n'étant pas de la forme indiquée.
- Mode d'emploi, dans la section 3.4., le blanc après « boire » a deux fois la taille des blancs adjacents.
- Mode d'emploi, dans la section 3.5., il n'est pas précisé que lorsqu'une nature verbale et une nature non verbale coexistent pour un même mot, deux entrées distinctes doivent apparaître, ni, lorsque ces deux entrées distinctes sont acquises, laquelle des deux doit apparaître avant l'autre : comparer les entrées DIRE (DIRE v. apparaît avant DIRE n.m.) et FAIRE (FAIRE n.m. apparaît avant FAIRE v.) ainsi que DÎNER et MANGER, et voir aussi ANTIBOIS et APANAGER.
- Mode d'emploi, dans la section 5., indiquer que les variantes orthographiques de certains mots de plus de neuf lettres sont mentionnées (par exemple AFFOURAGER ou VISHNOUISME) [p. V]
- Transcription phonétique, dans la section 3, la notation [-ui], [-ua] etc. (par exemple AIGUILLAT, ESKUARA) n'est pas décrite ; par ailleurs les [-(u)i], [-(u)-in-] etc. (par exemple CONSANGUINITÉ, QUINTIDI) pourraient être plus clairement notées [(-u)i], [(-u)-in-] etc. conformément à la notation phonétique double [p. VII]
- Transcription phonétique, dans la section 4, la notation du GN mouillé ([ny]) figure en trop petits caractères [p. VII]
- Dans le tableau des abréviations et signes conventionnels, il n'est fait état ni de « Rég. » (par exemple BENAISE, BERLOT, GERBAUDE) ni de « Taxon. » (par exemple DEUTÉROSTOMIEN, PROTOSTOMIEN) [pp. VIII et IX]
- Dans le tableau des conjugaisons no 24 PAYER, l'espace vertical entre les 2e et 3e personnes du pluriel des conjugaisons de l'indicatif est légèrement trop grand [p. XVI]
- Dans le tableau des conjugaisons no 24 PAYER, pour l'imparfait du subjonctif, le mot « qu'il » est mal transcrit [p. XVI]
- Dans les tableaux des conjugaisons no 24 PAYER, no 48 ASSAILLIR, no 60 FLEURIR et no 82 SURSEOIR, l'alignement vertical des formes alternatives n'est pas exact.
- Les définitions des entrées BOUMER, FAUTER, HUANT, MAINFORTE et PASSEPASSE contiennent un deux-points qui apparaît en romain au lieu d'italique.
- L'utilisation des renvois pour les formes verbales atypiques devrait répondre à une logique plus élaborée. Par exemple les trois entrées après DÉCOURS devraient être remplacées par « DÉCOUSA…, DÉCOUSE…, DÉCOUSI…, DÉCOUSÎ…, DÉCOUSONS → découdre 97. », sans lien direct avec les entrées analogues suscitées par le verbe COUDRE (de même pour les trois entrées après RECOURS).
- Dans les entrées DISCOMPTER, SCANNÉRISER et TAGUER, le « v. » du renvoi devrait être en lettres maigres.
- Dans les entrées HÉTÉROTROPHE et MALACIE, le mot « substances » est coupé « subs-tances » au lieu de « sub-stances ».
- Dans les entrées CUBISME et QUATTROCENTO, le mot « siècle » est écrit en toutes lettres au lieu de « s. » (cf ADAMIEN)
- Dans les entrées CANNABIS, CHILOM et FUMETTE, le mot « haschisch » devrait être orthographié « hachich ».
- Dans les entrées AIGUILLER, CHLASS, CHOPPER et DRIVER, déplacer la mention de la variante orthographique sous chacune des natures grammaticales (ou des définitions le cas échéant), comme par exemple pour BALLOCHE, BLEUET, NASE et TOKAI.
- Dans les entrées BÉQUETER, BLUET et TOKAY, supprimer la précision « 1. et 2 » qui n'est pas plus nécessaire que pour BALOCHE, CACAOYER, CHOPPEUR, OSTROGOTH, SCHLASS etc. Voir aussi AIGUILLIER ci-dessous.
- Sur le modèle de DEÇÀ « (inv. mais déca n.m.) », on peut modifier BASTA « (inv. mais baster v.) », ÇÀ « (inv. mais cas n.m.) », DE « (inv. mais dès prép.) », ENTRE « (inv. mais entrer v.) », EXCEPTÉ « (inv. mais excepter v.) », FI « (inv. mais faire v.) », HUE « (inv. mais huer v.) », LÀ « (inv. mais las adj.) », NE « (inv. mais né adj.) », POURVU « (inv. mais pourvoir v.) », VOILÀ « (inv. mais voiler v.) », et certainement plusieurs autres.
- ADONIS, il manque la variante orthographique ADONIDE sous la nature grammaticale « n.f. ».
- AIGUILLIER, ajouter la nature grammaticale « n. et n.m. » et simplifier le renvoi « → aiguiller 1. n. et 2. n.m. » par « → aiguiller n. et n.m. ».
- ARGENTIER, « Argenteur » au lieu de « Argenteur. »
- ARGUER, phonétique « [-(u)é] » au lieu de « [-g-(u)é] »
- ASSOMPTION, « assumer » au lieu de « assumer. »
- BANDERILLERO, « Torero » au lieu de « Toréro »
- BARAKI, « Fam., » au lieu de « Fam. »
- BELOTER, « mais beloté, e adj. » au lieu de « mais beloté adj. »
- BICHLORURE, « chlorure » au lieu de « chlore »
- CADDY, « → caddie. » au lieu de « → caddie 1. »
- CHALLENGER v., « → chalenger v. » au lieu de « → chalenger. »
- CHALLENGER n., le point final devrait être en gras.
- CHAPLINESQUE, le blanc après « De » a deux fois la taille des blancs adjacents.
- CHÉLATEUR, phonétique « [k] » au lieu de « [k-] »
- CHÉNEAU, devrait apparaître avant l'entrée CHÊNEAU.
- COLLATEUR, le blanc après « Personne » a deux fois la taille des blancs adjacents.
- COMPUTEUR, « → computer. » au lieu de « → computer n.m. »
- DAL (QUE), supprimer le butoir et préciser « (inv. mais dal n.m.) ».
- DAL, il manque un blanc avant le « s » du pluriel.
- DÉBÈQUETER, « (je débéquete…) » au lieu de « (je débèquete…) »
- DEBUGGER, devrait apparaître avant l'entrée DÉBUGGER.
- DÉGLUTINATION, « ma mie » et « m'amie » devraient être en italiques.
- DISTRACTIVITÉ, « Incapacité de » au lieu de « Incapacité à »
- DRIVEUR, remplacer la nature grammaticale « n. » par « n. et n.m. » et le renvoi « → driver n. » par « → driver n. et n.m. ».
- DYSFONCTIONNER, le point de « v. » devrait être en lettres maigres.
- ÉCHU, ÉCHUE, ÉCHURENT, ÉCHUSSENT, ÉCHUT, il manque la forme ÉCHÛT.
- ÉDUEN, ENNE, la virgule devrait être en lettres maigres.
- EMMENTAL, S, phonétique « [ém-in-tal] » au lieu de « [ém-in-] »
- ÉPAMPRAGE, « n. » au lieu de « n.m. »
- FAUCONNIER, « Celui » au lieu de « Personne »
- FENDARD, E, « → fendant. » au lieu de « → fendant adj. »
- FLUORURE, le blanc après « n.m. » a deux fois la taille des blancs adjacents.
- FOURBISSEUR, le blanc après « Personne » a deux fois la taille des blancs adjacents.
- FRISOTANT, le point de « adj. » devrait être en lettres maigres.
- GOUGNAFIER, « Vx. Fam. » au lieu de « Vx., Fam. »
- GRÉGORIEN, coupure après « Grégoire » à éviter.
- HACKEUR, EUSE, « → hacker. » au lieu de « → hacker n. »
- HAN, « IIIe s av. J.-C. » au lieu de « IIIe s. av. J.-C. »
- HASCHI(S)CHIN, à remplacer par deux entrées chacune à sa place : HASCHICHIN et HASCHISCHIN, conformément aux variantes orthographiques listées à l'entrée HACHICHIN, et à la manière de HASCHICH et HASCHISCH.
- IEL, « pr. pers. » au lieu de « pr.pers. »
- INFLUENZA, phonétique « [in-fluèn-za] » au lieu de « [in-fluènza] »
- KAON, « → ka. » au lieu de « → ka 1. »
- LIMINAIRE, il manque la variante orthographique LIMINAL sous la deuxième définition.
- MÉDAILLIER, « → médailler. n.m. » au lieu de « → médailler n.m. »
- MILLEFIORI, phonétique « [milléfyori] » au lieu de « [miléfyori] »
- MODÈLE, devrait apparaître avant l'entrée MODELÉ.
- MUESLI, phonétique « [m-u(è)sli] » au lieu de « [m-uès-] ou [mus-] »
- NOVILLERO, « torero » au lieu de « toréro »
- ONAGRE, il manque la variante orthographique ONAGRAIRE sous la nature grammaticale « n.f. ».
- ORMEAU, il manque les variantes orthographiques ORMET et ORMIER sous la deuxième définition.
- PASEO, « toreros » au lieu de « toréros »
- PINZUTU, le point après les parenthèses n'a pas lieu d'être.
- POUSSEPOUSSE, le blanc après « en » a deux fois la taille des blancs adjacents.
- REAL, devrait apparaître avant l'entrée RÉAL.
- RELÉCHER, « Râcler » au lieu de « Racler »
- RINFORZANDO, « forte » au lieu de « forté »
- ROTER, le point de « Éructer. » devrait être en lettres maigres.
- ROULIER, « roulant » au lieu de « roulant. »
- SACCHARIMÉTRIE, il manque le renvoi « → saccarimétrie ».
- SACCARIQUE, « saccharose » au lieu de « saccarose »
- SAILLIR, « saillirait » devrait figurer après « sailliraient » dans l'énumération des formes du verbe.
- SAUMONIER, « n. » au lieu de « adj. »
- SÉISMOGRAPHIE, « adj. » au lieu de « n.f. »
- SÉISMOTHÉRAPIE, « n.m. » au lieu de « n.f. »
- SIRDAR, « (du XIXe au XXe siècle) » au lieu de « (XIXe et XXe s.) »
- SORTEUX, le « 1. » du renvoi devrait être en lettres maigres.
- STREAKER, « Personne qui court nu » au lieu de « Individu qui court nu »
- TAHINA, « n.m. » au lieu de « n.f. »
- TERGAL (sans capitale), devrait apparaître avant l'entrée TERGAL (avec capitale).
- TOMAWAK, il manque la nature grammaticale « n.m. ».
- TOXIINFECTION, « adj. » au lieu de « n.f. »
- TRIFONCTIONNEL, ELLE, « indo-européens » au lieu de « indoeuropéens »
- TUYÈRE, phonétique « [tuyèr] » au lieu de « [tu-] » et « [twiyèr] » au lieu de « [t-ui-] »
- TWEETOSPHÈRE, il manque la phonétique « [twit-] ».
- ULTRADIEN, il manque la mention « Biol. » (cf INFRADIEN).
- UNGUÉAL, phonétique « [on-g(u)éal] » au lieu de « [on-g-(u)éal] »
- VANILLIER, « → vaniller. » au lieu de « → vaniller n.m. »
- XI, « → ksi. » au lieu de « → ksi 1. »
- ZÉLOTE, « du premier siècle » au lieu de « du Ier s. »

## Étude critique

### Points positifs
- Presque aucun mot n'est supprimé d'une édition à l'autre. Le fait d'éviter de devoir « désapprendre » les milliers de mots qui disparaissent lors des refontes du Petit Larousse était l'une des principales raisons qui ont mené à l'élaboration de L'Officiel du Scrabble.
- C'est une référence unique et sans ambiguïté pour déterminer si un mot est valable ou non (pluriels, conjugaisons…) au Scrabble francophone.
- Il contient environ 30 % d'entrées supplémentaires par rapport à n'importe quel dictionnaire courant monovolume : il est donc un meilleur arbitre car il permet le plus souvent d'éviter qu'un mot « qui existe » soit refusé à un joueur.
- C'est un véritable dictionnaire de la francophonie : il prend en compte la diversité régionale du français bien plus que n'importe quel dictionnaire courant.
- Il est très répandu (près de deux millions d'exemplaires vendus depuis sa création), et a été adopté, officiellement ou non, comme référence de plusieurs jeux de lettres, notamment en ligne.
- Sa mise à jour tous les quatre ans garantit une certaine stabilité, et concentre la tâche d'apprentissage des « nouveaux » mots sur une courte période.
- Son format réduit permet de le transporter facilement.

### Points négatifs
Presque aucun mot n'est supprimé d'une édition à l'autre. Si cela permet une grande stabilité, cela signifie aussi que l'ODS comprend de nombreux mots tombés en désuétude et disparus de tous les dictionnaires courants depuis les années 1980. Cela se remarque surtout au niveau de l'argot et autres mots de faible durée de vie.
- De même, les mots de notoriété très récente peuvent en être absents du fait des mises à jour moins fréquentes que celles d'un dictionnaire courant.
- La présence de nombreux particularismes régionaux (africanismes, helvétismes, québécismes, acadianisme, gallicisme…) typiquement peu représentés dans les dictionnaires de grande diffusion peut surprendre le lecteur habitué à ce type d'ouvrage.
- La transcription phonétique utilisée dans l'ODS, censée être intuitive, n'est ni conforme à l'Alphabet phonétique international (standard pour les dictionnaires francophones), ni systématique, ni même complète : souvent elle n'indique qu'un seul son du mot.
- Les définitions, succinctes, sont parfois approximatives. D'autre part, le choix des mots non définis présuppose un niveau d'étude et de culture générale fixé arbitrairement, inadapté notamment pour les joueurs scolaires et dans le cas des mots peu ou pas connus hors de l'Europe.
- Son coût, environ 32,5 euros, équivalent à celui du Petit Larousse, est plutôt élevé si l'on compare les deux ouvrages.
- La nomenclature est la propriété de Larousse, qui restreint sa diffusion et son utilisation, notamment le développement de produits dérivés. Au contraire, Collins, éditeur de la liste de mots anglophones, autorise son utilisation non commerciale ce qui permet la mise à disposition des joueurs des moyens d'entraînement et de vérification gratuits.
- Certains mots racistes comme « bougnoule », « chinetoque » ou « youpin » sont absents du fait d'un véto de l'éditeur, alors que des mots racistes comme « enjuiver » ou homophobes (« fifi », « fiot(t)e ») sont présents, contrairement aux objectifs prétendus[18],[19].
- Des abréviations et des acronymes usuels sont acceptés tandis que la plupart des sigles ne figurent pas, sans logique évidente[20].